# 카메룬 여자 배구 국가대표팀

카메룬 여자 배구 국가대표팀(프랑스어: Équipe du Cameroun féminine de volley-ball)은 카메룬을 대표하여 국가대항전에 참가하는 여자 배구 국가대표팀으로 카메룬 배구 연맹에 의해 운영된다.